# Minerální látky ve výživě člověka
Minerální látky jsou důležitou složkou lidské výživy, ač nemají žádnou energetickou hodnotu. Mají význam pro růst a tvorbu tkání, aktivují, regulují a kontrolují látkovou výměnu v těle a také se spoluúčastní na vedení nervových vzruchů.
Minerální látky se rozdělují podle množství potřebného pro člověka:
- Makroelementy – vápník, fosfor, hořčík, draslík, sodík, chlor, síra
- Mikroelementy – železo, jód, zinek, měď, mangan, chróm, selen
- Stopové prvky – křemík, vanad, nikl, bor

Denní potřeba minerálních látek je 100 mg a více, u stopových prvků je denní potřeba nižší než 100 mg.
Člověk je nejčastěji zasažen nedostatkem vápníku, železa, zinku, jódu, selenu a chrómu. Obecně lze říci, že pokud se budeme držet zásad pestré stravy a budeme konzumovat např. libové maso, celozrnné výrobky, ovoce, zeleninu, oříšky, mléčné produkty, tak nám nedostatek minerálních látek nehrozí. A proto není nutná konzumace doplňků stravy.